# ジャン・クロード・コンバス
ジャン・クロード・コンバス、Jean-Claude Combaz, 1856年8月12日 - 1926年8月18日）は、ローマ・カトリック教会パリ外国宣教会所属の宣教師。第4代カトリック長崎教区司教を務めた。

## 生涯
1856年12月8日、シャンベリ教区のサヴォワ県サン=ベロンで農民の子として誕生。シャンベリ大神学校で学び、1877年9月8日にパリ外国宣教会入会。1880年9月26日に司祭に叙階され、1880年11月10日に日本へ渡航。
日本到着後、日本語を勉強するために大阪に送られたが、1882年に長崎神学校で教授が一人亡くなり、後任として長崎に呼ばれた。その後は30年を将来の司祭養成に捧げ、神学生の何人かはローマのプロパガンダ大学に送られた。
1912年6月3日にカトリック長崎教区司教に指名され、同年9月8日にギュスターヴ・ミュテル司教により司教に叙階。1915年3月18日には浦上天主堂の献堂式を司式。司教在任期間中信徒数は40,000人から52,500人に増加し、30以上の教会と約45の礼拝堂が設立された。
1922年、マリオ・ジャルデイーニ大司教が教皇使節として長崎を公式訪問し、ブラジルの日本人のために１人の司祭の派遣を依頼。コンパスは教区司祭に伝えたものの、当初は返事が無く奄美大島の中村長八神父が、自ら志願してコンバスに手紙を書いている 。
長い病気の後、1926年8月15日に教区長を辞任。8月18日に死去。